# 323552 Trudybell
323552 Trudybell este o planetă minoră (asteroid) din centura de asteroizi. A fost descoperită pe 2 octombrie 2004 la Table Mountain Observatory⁠(d) de James Whitney Young⁠(d). 
Obiectul prezintă o orbită caracterizată de o semiaxă mare de 3,0914314011178 UAi, o excentricitate de 0,07, o înclinație de 16 ° în raport cu ecliptica.